# Maasraket
De maasraket (Sisymbrium austriacum subsp. chrysanthum, synoniem: Sisymbrium pyrenaicum, Sisymbrium chrysanthum) is een tweejarige of overblijvende plant. De maasraket komt van nature voor in de Pyreneeën en Zuid- en Midden-Europese gebergten. De soort staat op de Nederlandse Rode lijst van planten als zeldzaam en stabiel of toegenomen. In België werd de plant aangevoerd naar de wolverwerkende industrieën langs de Maas en de Vesder en is van daaruit verder verspreid. In 1858 werd de soort voor het eerst in België aangetroffen aan de Vesder bij Nessonvaux. In 1913 werd de soort voor het eerst gevonden in Nederland bij Eijsden. Het aantal chromosomen is 2n = 14.
Sisymbrium austriacum subsp. austriacum heeft 20 - 50 mm lange hauwen met een niet getordeerde, bijna rechte steel, terwijl de maasraket 8 -14 mm lange hauwen heeft met een sterk getordeerde steel. 
De plant wordt 20 - 90 cm hoog. De stengel is kaal of heeft afstaande of naar boven gerichte haren. De onderste bladeren zijn niet ingesneden, gelobd tot veerspletig, de bovenste zijn veerspletig of pijlvormig. De bladeren hebben drie tot zes paar, langwerpige tot driehoekig getande, bladslippen. De slip aan de top is smal tot breed driehoekig.
De maasraket bloeit van mei tot in de herfst met gele, 7 - 10 mm grote bloemen. De stijl is 1 - 2 mm lang.
De opgerichte, dikwijls onregelmatig gebogen, vrucht is een 8 - 14 mm lange hauw, die tot twee maal zo lang is als de sterk getordeerde steel. De snavel is 1 - 2 mm lang.

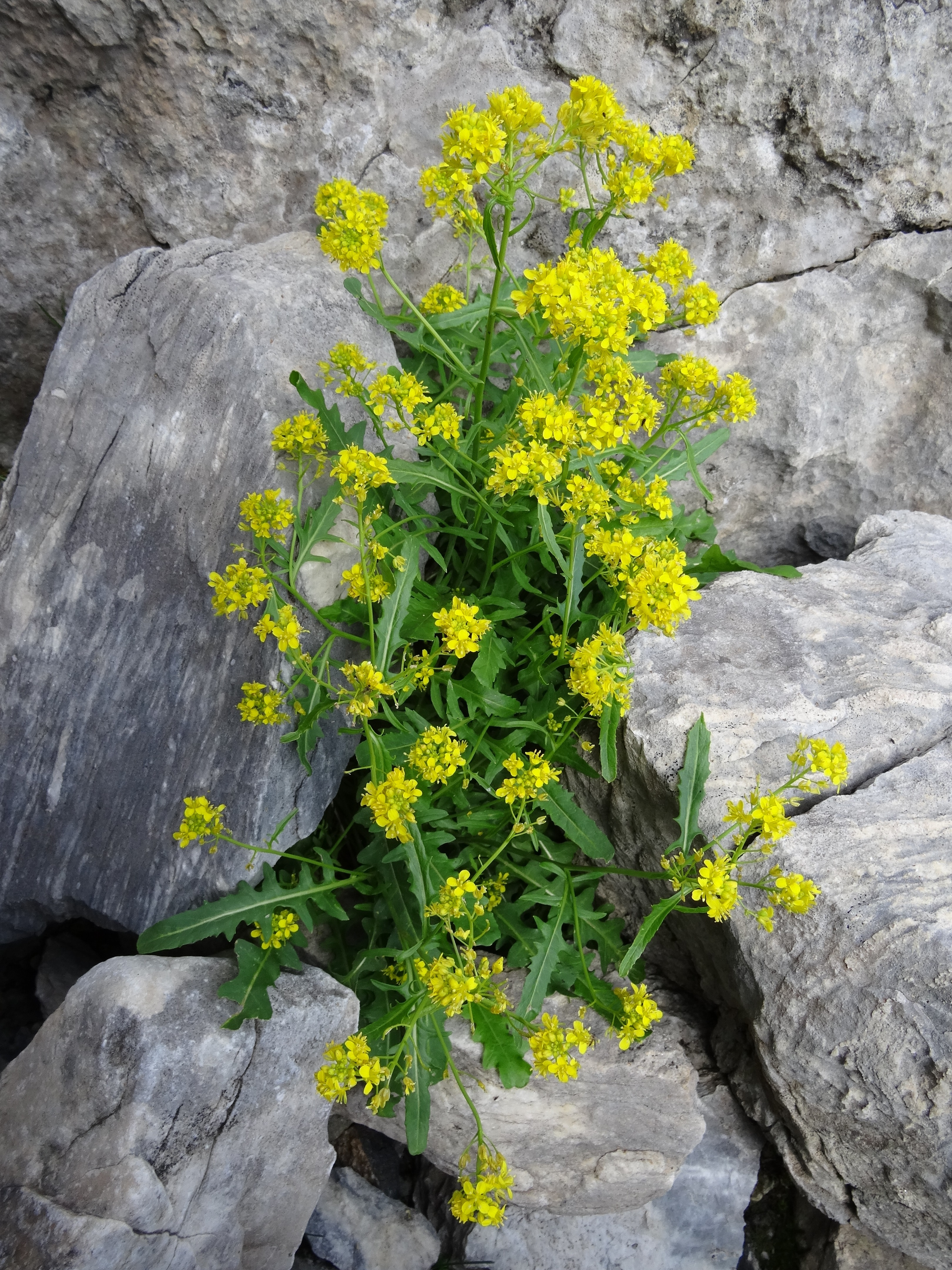
Plant
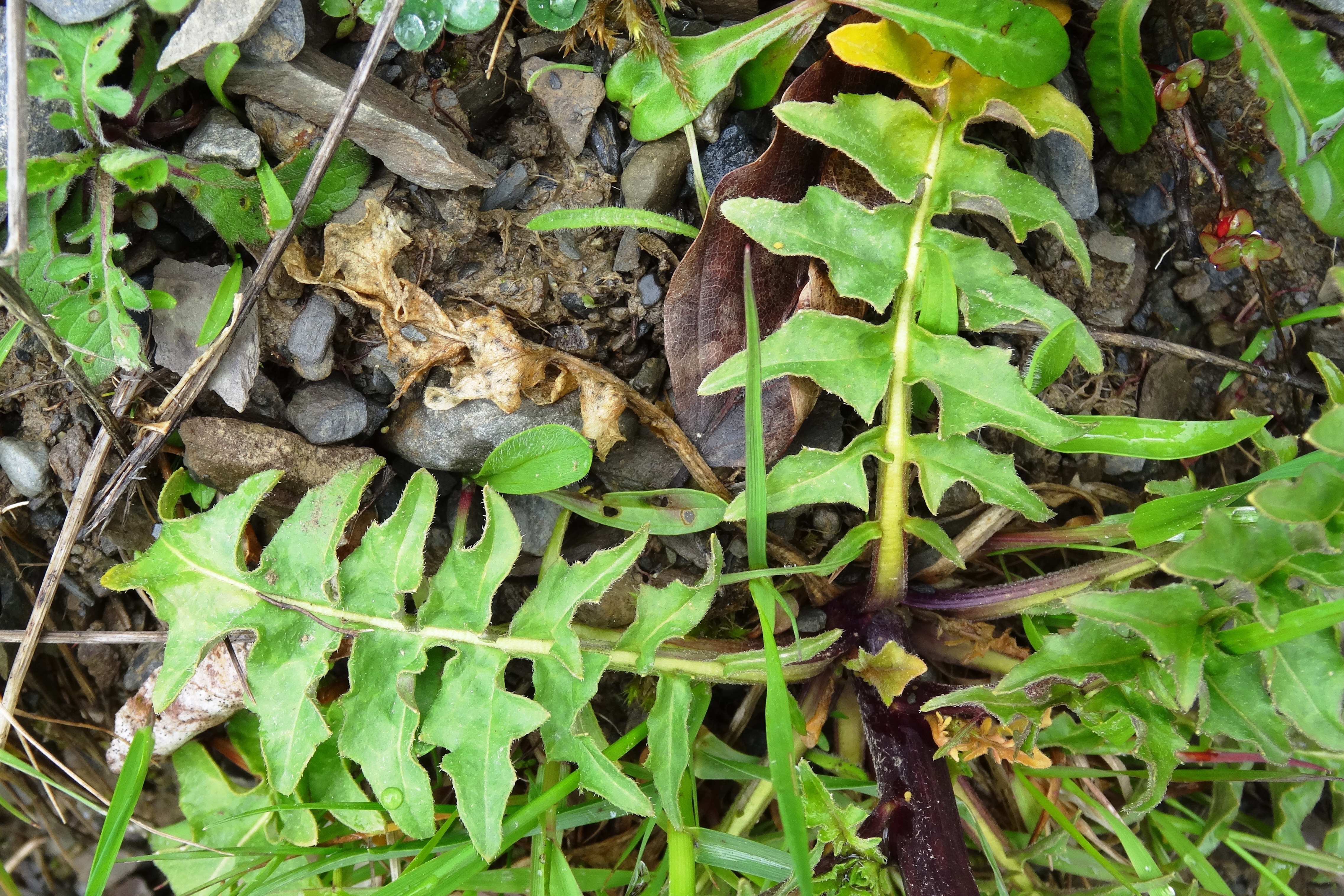
Rozetbladeren
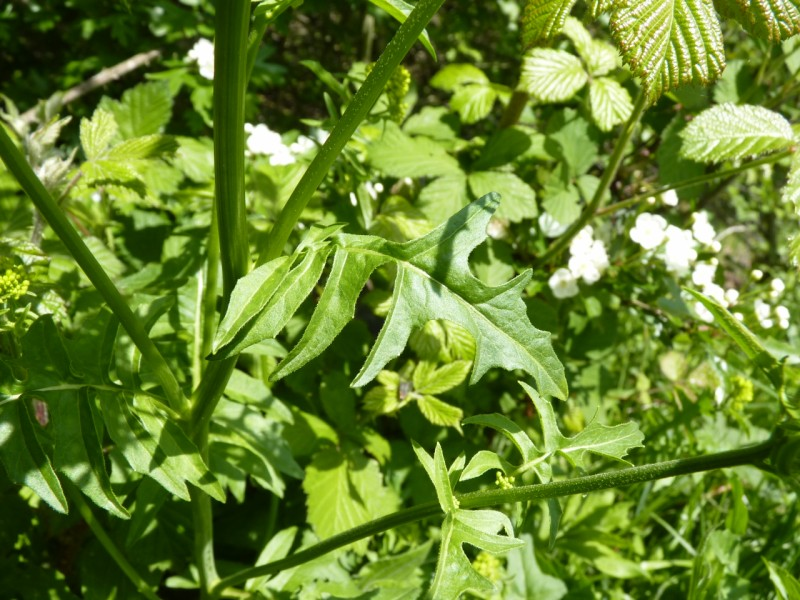
Stengelbladeren
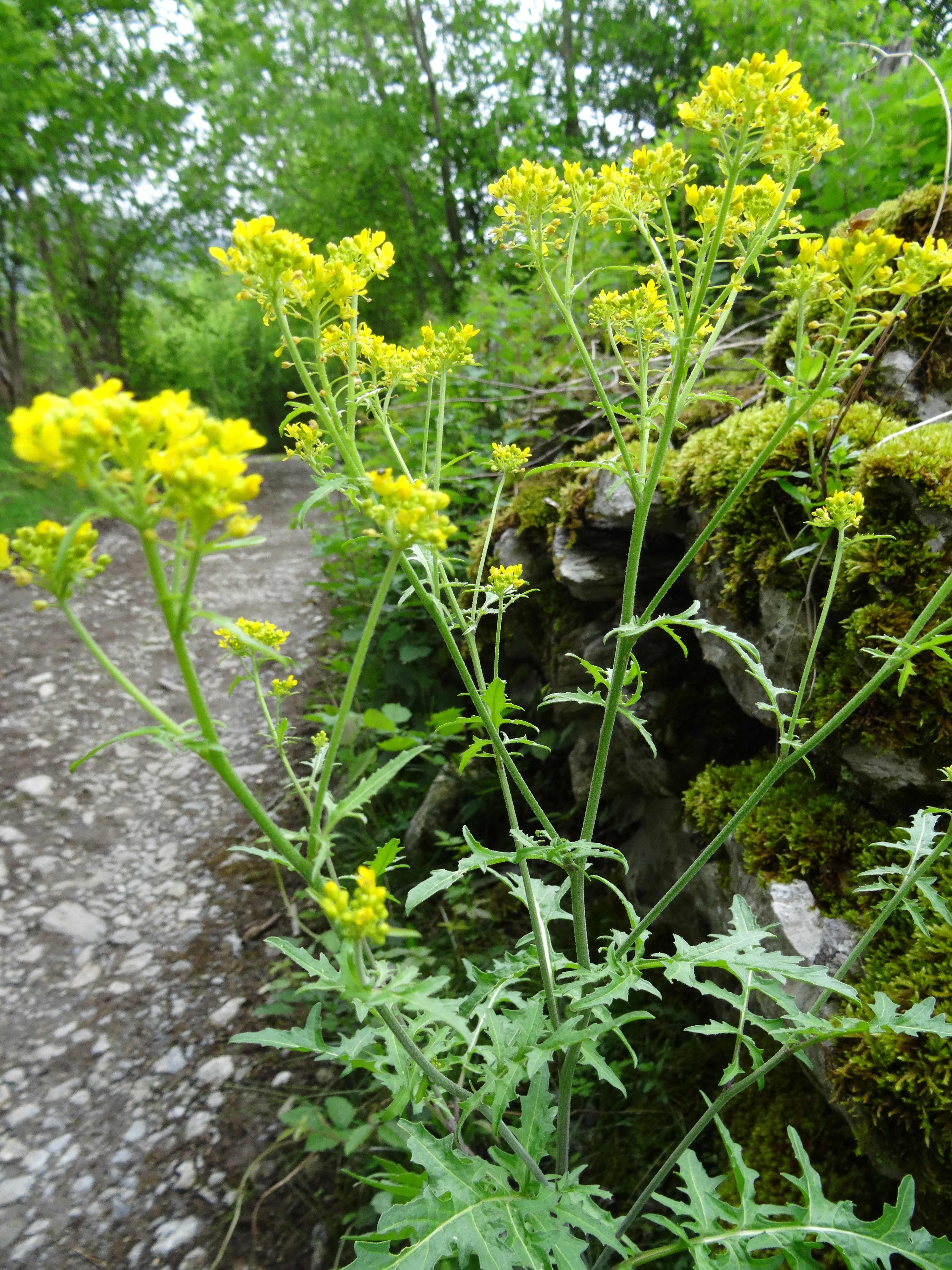
Bloeiwijze
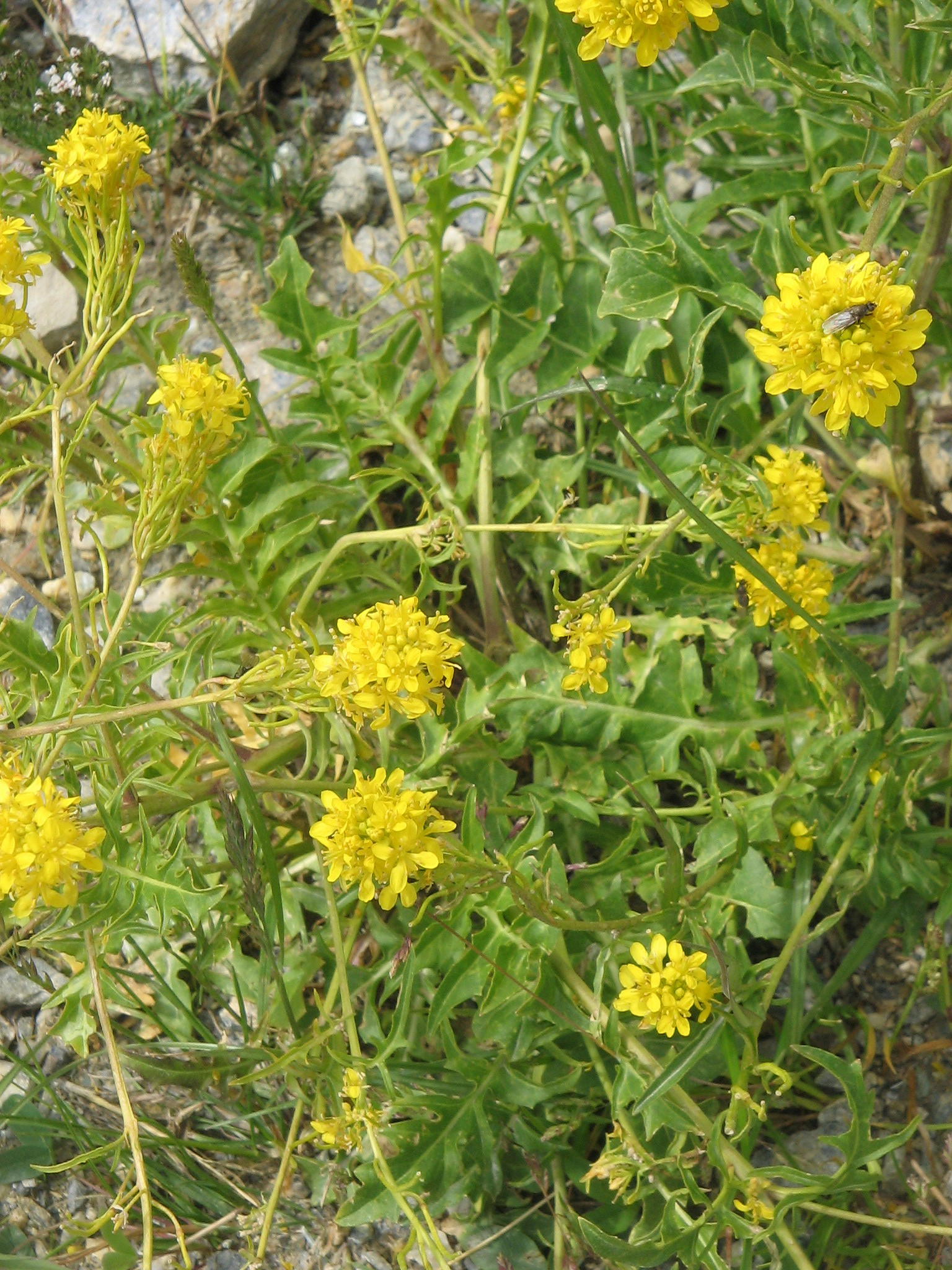
Bloeiwijzen met jonge vruchten
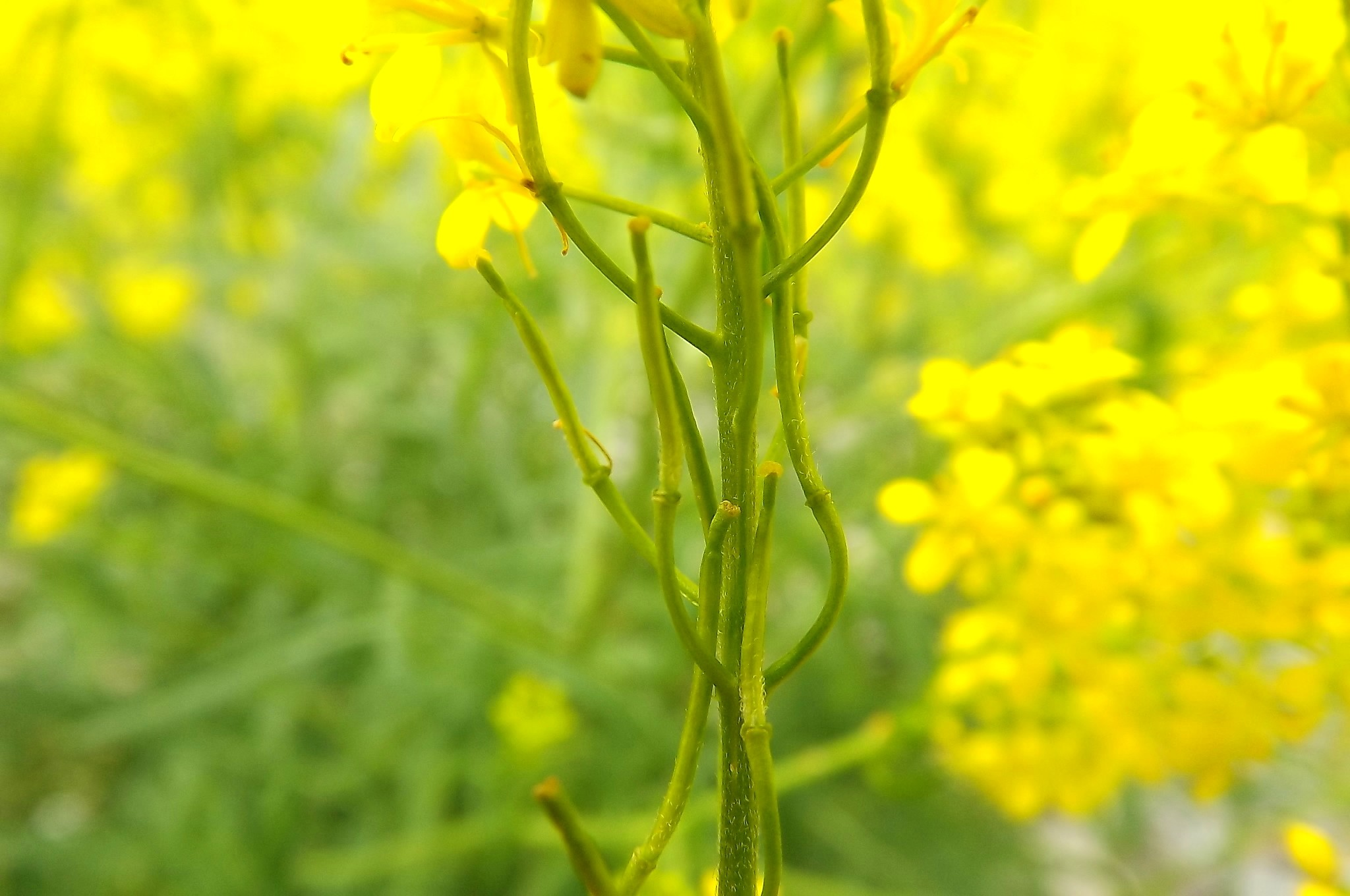
Jonge vruchten

De maasraket komt voor op vochtige, kalkhoudende, stenige grond, vooral tussen basaltbeschoeiing aan rivieroevers. Verder komt de plant voor in grind-, mergel- en kleigroeven.